# Petice

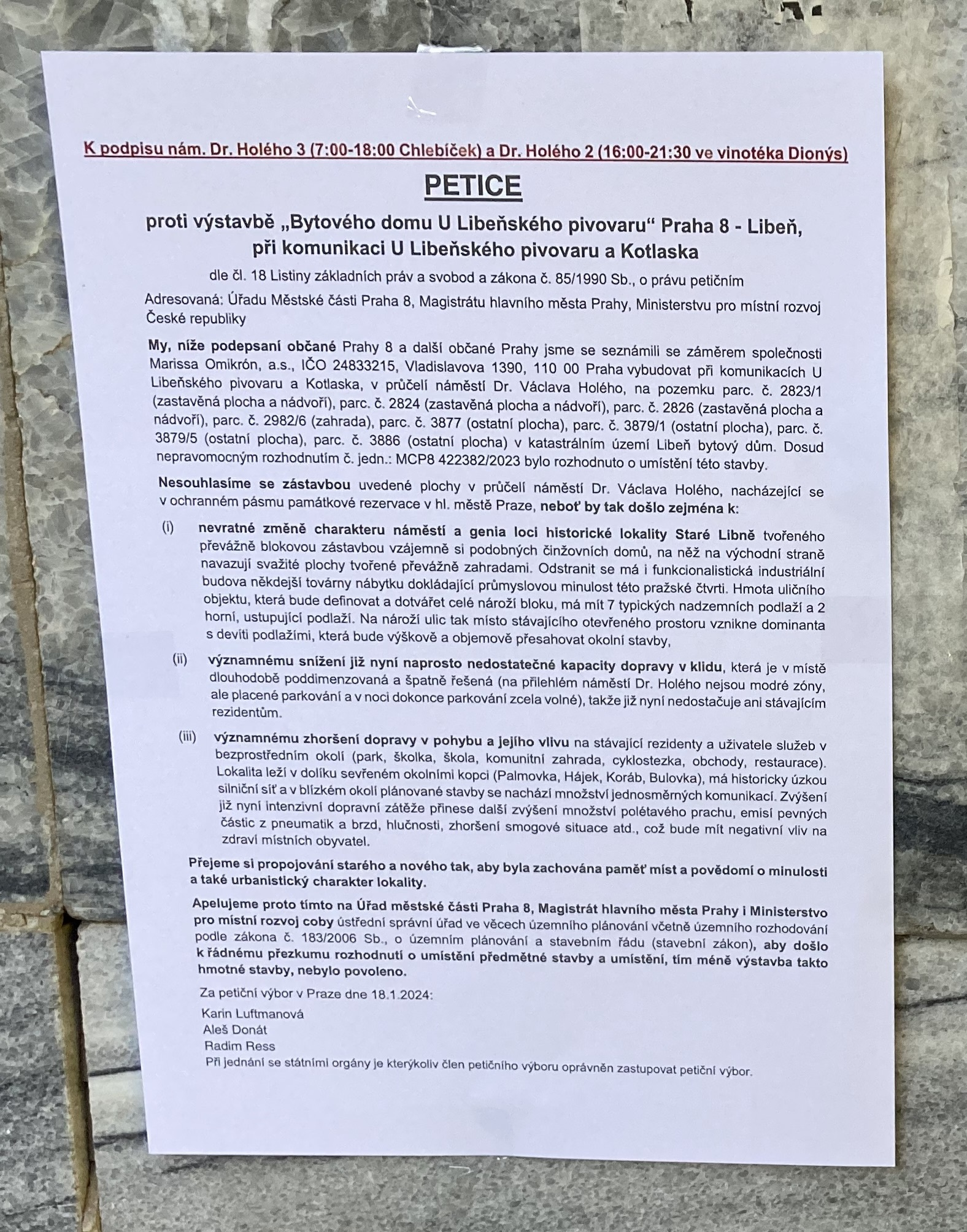
Petice proti výstavbě bytového domu v Pražské Libni.

Petice (z lat. petitio – žádost) je písemně podaná žádost občanů, tzv. petentů, buďto parlamentu či jinému zastupitelskému orgánu, nebo vládě či hlavě státu, případně jinému orgánu státní a veřejné moci. Petiční právo patří do politických práv. Různé typy petic jsou v různé míře závazné pro orgány veřejné moci; v některých případech vyplývá z petice splňující určité podmínky konkrétní právní nárok, obecně zpravidla povinnost adresáta se obsahem petice zabývat.

## Česká republika

### Obecné petiční právo
V České republice je petiční právo garantováno už na ústavní úrovni čl. 18 Listiny základních práv a svobod a provedeno pak zákonem ze dne 27. března 1990, č. 85/1990 Sb., o právu petičním, a nařízením Min. vnitra č. 27/2004, o vyřizování peticí, stížností, oznámení a podnětů. Petice může spočívat ve formulování určité žádosti, návrhu nebo stížnosti a lze se s ní obracet na všechny orgány státní správy i územní samosprávy ve věcech veřejného nebo jiného společného zájmu, které patří do působnosti těchto orgánů. Nelze však takto zasahovat do nezávislosti soudu, není také možné vyzývat k porušování ústavy, zákonů nebo základních práv a svobod zaručených právě Listinou základních práv a svobod. Výkon petičního práva je chráněn, nemůže mu v něm být nikomu bráněno a zároveň nikdo nesmí být pro jeho výkon postihován. Stejně tak nelze nikoho k podpisu petice nutit.
Petice sestavují především fyzické osoby, mohou tak jednat ale i osoby právnické, pokud je to v souladu s cíli jejich činnosti. K realizaci petičního práva je možné, nikoli však nutné ustavit tzv. petiční výbor, který není právnickou osobou a který se může skládat pouze z občanů starších 18 let. Ten pak vstupuje do kontaktu se státními orgány. Petice je podepisována občany tak, že na podpisové archy, z nichž každý musí obsahovat dostatečné určení konkrétní petice, kromě svého podpisu uvedou i své jméno, příjmení a bydliště. Podpisy pod petici lze shromažďovat na každém veřejně přístupném místě, k čemuž není potřeba jakéhokoliv povolení státního orgánu, nesmí však docházet k omezení dopravy nebo k rušení veřejného pořádku.
Orgán, kterému je petice určena, je povinen ji přijmout a do 30 dnů na ni písemně odpovědět. Pokud obsah petice nespadá do jeho působnosti, musí ji příslušnému orgánu postoupit.

### Speciální petice
České právo předpokládá též možnost petic podporujících kandidaturu určitého subjektu do veřejné funkce, vznik určitého subjektu atd.
Taková ustanovení obsahuje například § 21 odst. 4 zákona č. 491/2001 Sb., o volbách do zastupitelstev obcí, § 61 odst. 2 zákona č. 247/1995 Sb., o volbách do Parlamentu České republiky a § 6 odst. 2 zákona č. 424/1991 Sb., o sdružování v politických stranách a politických hnutích (petice občanů požadujících, aby vznikla politická strana nebo politické hnutí). Zákon o církvích a náboženských společnostech v obdobné podmínce nepožaduje petici, ale určitý počet osob „hlásících se“ nebo „přináležejících“ k dané církvi nebo náboženské společnosti a o návrhu obsahujícím podpisy a osobní údaje osob splňujících dané podmínky.
Od roku 2012 čl. 56 odst. 5 Ústavy zmiňuje možnost petice alespoň 50 000 občanů s právem volit prezidenta republiky k podpoře kandidatury určitého uchazeče. Podrobné požadavky a způsob kontroly petice stanoví prováděcí zákon č. 275/2012 Sb., o volbě prezidenta republiky. Petice se přikládá jako příloha ke kandidátní listině, podávané k registraci ministerstvu vnitra. Podepisující občan musí navíc uvést své datum narození a namísto bydliště místo svého trvalého pobytu. Dalším rozdílem je, že na petičních arších nemusejí být uvedeny údaje o organizátorovi petice, ale archy jsou přiřazeny pouze k podpoře určitého kandidáta.
Nejvyšší správní soud v prosinci 2012 při rozhodování o stížnostech ohledně registrace v prezidentských volbách proti názoru několika stěžovatelů konstatoval, že použití slova „petice“ v tomto případě neznamená podřazení zákonu o právu petičním a že ačkoliv i tyto petice jsou odrazem ústavního práva petičního, tento typ petice nespadá do definice petice v zákonu o právu petičním, protože nejde o žádost, návrh ani stížnost, ale jde o jakési akcesorické petice coby listiny obsahující podpisy občanů shromážděné za určitým cílem, jejichž právní režim je plně vymezen zvláštními zákony. Nejvyšší správní soud zamítl i názor, že by před účinností speciálního zákona bylo možno na takovou petici uplatňovat petiční zákon jako obecnější zákon.

### Online petice
Online petice (elektronická petice, internetová petice) je moderním, módním a mediálně výbušným druhem petic. Její výhodou je rychlost a nenáročnost šíření, za nevýhodu je označována právní nezávaznost online petice.

## Lidová iniciativa
V některých případech může petice jako prvek přímé demokracie být formou lidové iniciativy. V některých státech může určitý počet občanů peticí například iniciovat referendum, předkládat návrhy zákonů, změn ústavy anebo jiných právních předpisů atd.